# نوویه اوملنیکی
نوویه اوملنیکی (انگلیسی: Novyye Omelniki) یک شهرک در شهرستان میاکینسکی استان باشقیرستان کشور روسیه است.